# Kenzo Yokoyama
Kenzo Yokoyama (横山 謙三, Yokoyama Kenzo, Saitama, 21 januari 1943) is een Japans voormalig voetballer die als doelman speelde.

## Clubcarrière
In 1962 ging Yokoyama naar de Rikkyo University, waar hij in het schoolteam voetbalde. Nadat hij in 1966 afstudeerde, ging Yokoyama spelen voor Mitsubishi Motors. Met deze club werd hij in 1969 en 1973 kampioen van Japan. Yokoyama veroverde er in 1971 en 1973 de Beker van de keizer. In 13 jaar speelde hij er 136 competitiewedstrijden. Yokoyama beëindigde zijn spelersloopbaan in 1977.

## Japans voetbalelftal
Kenzo Yokoyama debuteerde in 1964 in het Japans nationaal elftal en speelde 49 interlands.

## Statistieken
| Japans voetbalelftal | Japans voetbalelftal | Japans voetbalelftal |
| Jaar                 | Wed.                 | Dlp.                 |
| -------------------- | -------------------- | -------------------- |
| 1964                 | 1                    | 0                    |
| 1965                 | 4                    | 0                    |
| 1966                 | 6                    | 0                    |
| 1967                 | 5                    | 0                    |
| 1968                 | 3                    | 0                    |
| 1969                 | 3                    | 0                    |
| 1970                 | 12                   | 0                    |
| 1971                 | 6                    | 0                    |
| 1972                 | 3                    | 0                    |
| 1973                 | 2                    | 0                    |
| 1974                 | 4                    | 0                    |
| Totaal               | 49                   | 0                    |